# 中国电视报
《中国电视报》是中央广播电视总台主办的一张电视报，面向国内外发行。电视报依托中央电视台的资源预告、评介中央电视台节目并刊登央视、中国教育电视台、地方卫视及北京电视台地面频道节目表，报道影视新闻和动态。2002年发行量高达400万份，2005年单期最高发行量突破365万份，全年累计发行报纸6400万份，成为业内发行量最大的报纸，2007年单期发行量达到560万份。

## 沿革
- 1981年1月1日《电视周报》正式创刊
- 1986年《电视周报》更名为《中国电视报》
- 1992年2月，《中国电视报·外语节目版》（TV Guide）开始发行，除了以英语介绍央视及地方台的外语节目及对海外广播的华语节目外，还面向中国读者提供外语学习内容。现已停刊。
- 1994年《中国电视报》（北京版）创刊
- 2002年4月《中国电视报》（国际版）创刊[2]

## 脚注
1. ↑  .   [2012-03-11]. （原始内容存档于2014-12-29）.
2. 1 2  《中国电视报》简介 （页面存档备份，存于）2007年11月28日
3. ↑  《中国电视报》攀至560万份单期发行量 （页面存档备份，存于）2007年08月17日